# Szél-anya Lineae
Szél-anya Lineae zijn lijnen op de planeet Venus. De Szél-anya Lineae werden in 1985 oorspronkelijk Szél-anya Dorsa genoemd naar Szélanya, de windmoeder in de Hongaarse mythologie. De naam werd gewijzigd in de huidige naam op 9 februari 2011.
De lineae hebben een lengte van 975 kilometer en bevinden zich in het quadrangle Snegurochka Planitia (V-1).